# カンパリアメリカ

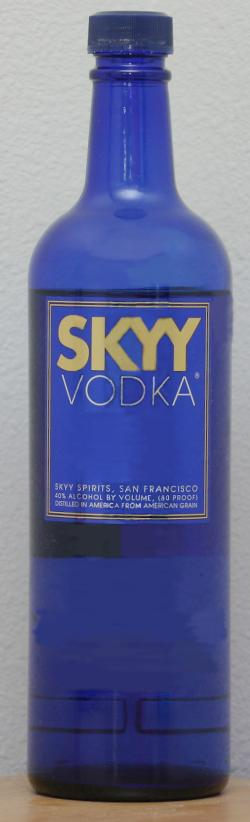
主力商品のスカイウォッカ。モチーフはカリフォルニアの澄んだ青空。

カンパリアメリカ（英語: Campari America）は、アメリカ合衆国の飲料会社であり、イタリアの酒造企業であるカンパリグループ（ダヴィデ・カンパリ・ミラノ）の米国法人である。

## 概要
前身は1992年に設立されたスカイスピリッツLLC。同社の本拠地であるサンフランシスコにてモーリス・カンバーが創設し、スカイウォッカが最初の製品として導入された。1999年1月、スカイスピリッツは、アジアでの相互の製品取り扱いのためナセル・アフマドヴァンドと提携した。当時スカイスピリッツLLCはイタリア企業のカンパリグループの商品をアメリカに輸入する唯一の企業であり、反対に世界中に販路を有するカンパリグループも、アメリカとプエルトリコ以外ではほぼ独占状態でスカイウォッカの販売を行っており相互に関係が深かった。2001年12月13日、カンパリグループがスカイスピリッツLLCの株式の58.9%を取得し支配株主となると、2005年2月25日にはさらに30.1%の株式を取得、カンパリグループは合計で89%に上る株式を保有するに至った。2012年1月11日、スカイスピリッツLLCはカンパリアメリカに社名変更した。
カンパリアメリカは、アメリカにおけるカンパリグループの所有ブランドを経営している。

### 主なブランド
- スカイウォッカ
- スカイ90
- スカイ・インフュージョンズ
- カンパリ
- カボワボ・テキーラ（en:Cabo Wabo）
- ウーゾ12（en:Ouzo 12）
- X・レーティッド・フージョン・リキュール（en:X-Rated Fusion Liqueur）
- ジャン・マルク・XOウォッカ（en:Jean-Marc XO Vodka）

### 取り扱いブランド
- カティ・サーク
- グレンロセス・シングルモルト（en:The Glenrothes）
- ボウモア・アイラ・シングルモルト
- オーヘントッシャン・シングルモルト
- グレンギリー・ハイランド・シングルモルト（en:Glen Garioch）
- フロール・デ・カーニャ・ラム（en:Flor de Caña）
- カロランズ・アイリッシュクリーム（en:Carolans）
- タラモア・デュー・アイリッシュウイスキー（en:Tullamore Dew）
- アイリッシュ・ミスト・リキュール（en:Irish Mist）
- ミドリ・メロンリキュール（Midori）
- 禅・グリーンティー・リキュール（en:ZEN）
- 山崎シングルモルト

## ミラー社との関係
設立以来、スカイスピリッツは、スカイブルーと、スカイスポート（両方ともモルト・リキュール飲料）をリリースするためにナセル・アフマドヴァンド (Nasser Ahmadvand) と提携をした。

### スカイブルー
スカイブルー（SKYY Blue）は、サンフランシスコのスカイスピリッツとミラー社（Miller Brewing Company）が製造したモルト飲料である。その飲料はアルコール度数約5%であった。ミラー社はスカイブルーの開発に4千万ドル提供したが、販売不振により数年で販売を中止した。